# Руни, Джиаан
Джиа́ан Ли Ру́ни (англ. Giaan Leigh Rooney; 15 ноября 1982; Брисбен, Квинсленд) — австралийская пловчиха и телеведущая. В рамках женского 4×100 метра в команде «Medley Relay», она выиграла олимпийское золото и поставила мировой рекорд на Олимпиаде в Афинах.
Руни в настоящее время австралийская телеведущая.

## Личная жизнь
С 3 декабря 2011 года Джиаан замужем за пилотом вертолёта Сэмом Леветтом, с которым она встречалась год до их свадьбы. У супругов есть двое детей — сын Зандер Леветт (род. 17.03.2014) и дочь Алекса Ли Леветт (род. 14.06.2017).